# Miroslav Hroch
Miroslav Hroch   (Praga, 14 de juny de 1932) és un historiador i teòric polític txec. És professor a la Universitat Carolina de Praga.
Hroch va obtenir el doctorat a la Universitat Carolina de Praga el 1962. El 30 de maig de 1997, Hroch va rebre un doctorat honoris causa de la Facultat d'Humanitats de la Universitat d'Uppsala, Suècia
Miroslav Hroch ha obtingut renom acadèmic internacional pels seus treballs sobre la formació i l'evolució dels moviments nacionals de les nacions de l'Europa Central i Oriental. Ha contribuït significativament a l'establiment de la història comparada com a camp de recerca.